# Alejandro Francisco Florez

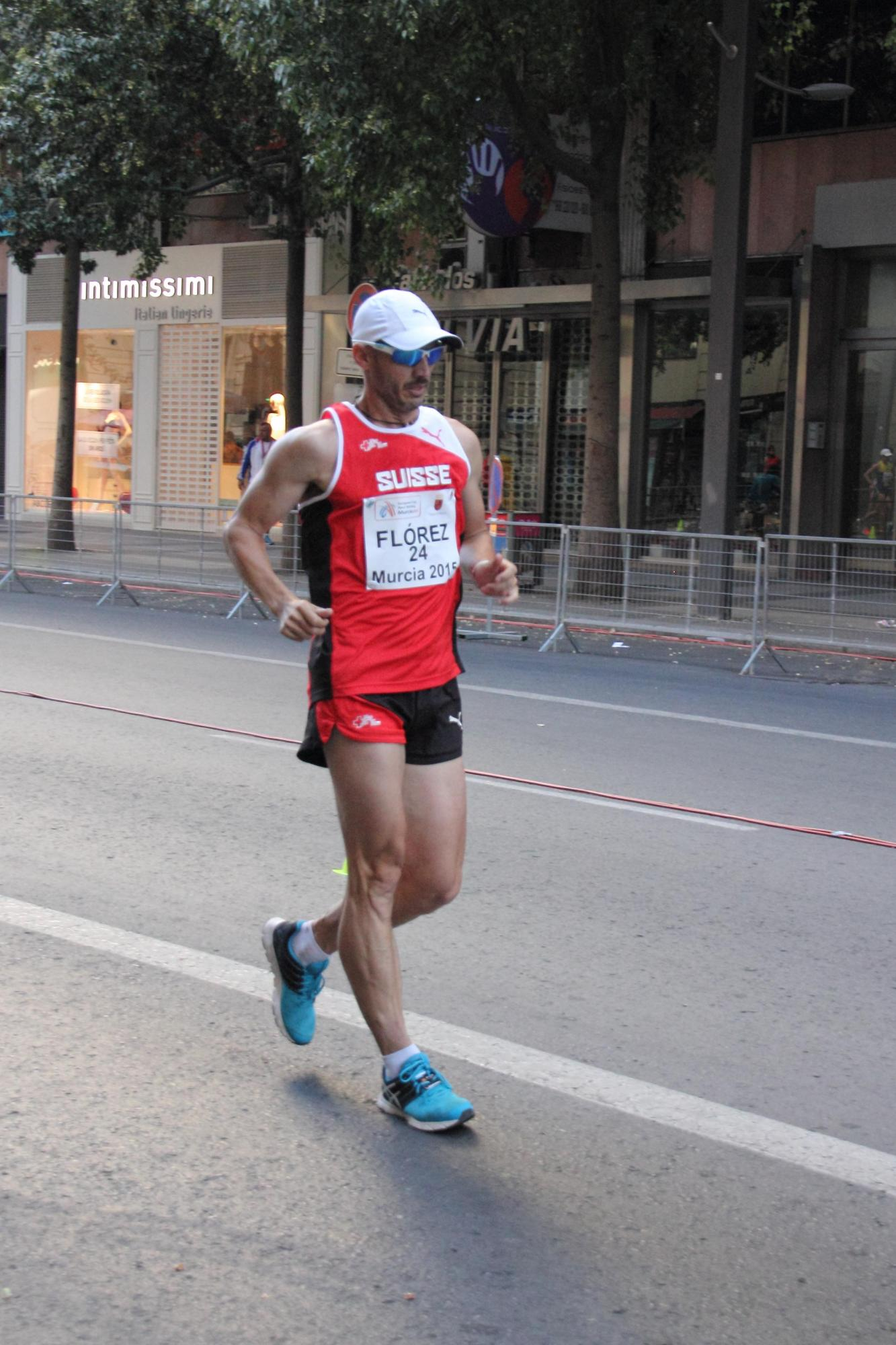
Florez beim European Race Walking Cup 2015 in Murcia

Alejandro Francisco Florez, auch Alex Florez (* 11. Mai 1971), ist ein Schweizer Geher.
2013 konnte Florez bei dem Poděbrady International Race Walking Meeting über 20 km Gehen mit einer Zeit von 1:25:20 Stunden den Schweizer Rekord brechen. Damit qualifizierte er sich ausserdem für die Leichtathletik-Weltmeisterschaften 2013 in Moskau, wo er über die gleiche Distanz den 51. Platz belegte.
Florez trainiert ohne Trainer. Er ist Auslandschweizer und lebt auf Mallorca.

## Persönliche Bestzeiten
- 20 km Gehen: 1:25:20 h, 13. April 2013, Poděbrady (Schweizer Rekord)
- 50 km Gehen: 4:07:36 h, 13. Mai 2012, Saransk